# Chagasova choroba
Chagasova choroba [ˈʃaɡɐsova choroba]IPA (portugalsky: doença de Chagas, španělsky: enfermedad de Chagas-Mazza, či mal de Chagas), známá též jako americká trypanosomóza, je tropické parazitární onemocnění způsobené prvokem Trypanosoma cruzi, které je přenášené pokousáním dravých krev-sajících ploštic. Infikovaná ploštice přenese infekci pouze v případě, že během kousnutí vyloučí i infikované výkaly. K přenosu však nemusí dojít pouze pokousáním plošticí. Nemoc může být přenesena krví i z člověka na člověka (například při transfuzi, transplantaci orgánů či během těhotenství může infikovaná matka nakazit své nenarozené dítě). Inkubační doba je jeden až čtyři týdny (v případě nakažení transfuzí krve se může inkubační doba prodloužit až na 6 týdnů). Nemoc zasahuje zejména srdce, střeva a mozek. Léčba účinkuje jen v počáteční fázi onemocnění a očkování proti nemoci neexistuje.
Nemoc byla poprvé popsána v roce 1900 brazilským lékařem Charlesem Chagasem.

## Příznaky nemoci
Průběh nemoci se dělí na akutní a chronický. V polovině případů je symptomem infekce v blízkosti očí, někdy též zvětšení mízních uzlin a zduření v místě infekce. Po dvou až čtyřech týdnech nastupuje akutní fáze, ve které je organismus zaplaven parazity. Při ní je symptomatická horečka, dušnost, bolesti břicha, zvětšení srdce či hromadění tekutin na tváři a na nohou. Po zhruba měsíci nastupuje latentní fáze, která může trvat i několik let, po nichž se však mohou objevit vážné chronické symptomy typické pro chronickou fázi. Mezi ně patří zejména onemocnění srdce, dále pak malformace na střevním traktu (dochází k odumírání gangliových buněk, což způsobuje poruchy peristaltiky). Pokud je chronické onemocnění neléčeno, následky jsou často fatální.

## Výskyt
Nemoc se vyskytuje pouze v Americe, zejména v chudých vesnických oblastech Mexika a střední a jižní Ameriky; velmi vzácně se může vyskytnout i na jihu Spojených států. Hmyz, který nemoc šíří (Triatominae), je znám pod mnoha místními názvy, jako například vinchuca v Argentině, Bolívii a Paraguayi, barbeiro v Brazílii a Kolumbii, chinche ve střední Americe či chipo, chupança, chinchorro nebo „líbající brouk“ (the kissing bug). Odhaduje se, že v Mexiku, střední a jižní Americe trpí Chagasovou chorobou 8 až 11 milionů lidí, z nichž většina neví o tom, že je infikovaná (WHO uvádí počet 12 milionů).
Tato nemoc si vyžádá každoročně – jenom v Latinské Americe – až 50 000 obětí.

## Zajímavosti
Právě s touto nemocí je velmi často spojováno úmrtí Charlese Darwina.